# Nicholas Dlamini
Nicholas Dlamini (Kaapstad, 12 augustus 1995) is een Zuid-Afrikaans voormalig wielrenner.

## Carrière
In 2013 werd hij in Egypte, samen met Jandrich Kotze, Ivan Venter en Morne Van Niekerk, Afrikaans kampioen in de ploegentijdrit bij de junioren. In 2015 behaalde hij enkele ereplaatsen in onder meer het Zuid-Afrikaans kampioenschap tijdrijden voor beloften en de Freedom Day Classic. In de Mayday Classic van dat jaar sprintte hij met Hendrik Kruger om de winst. Hun sprint werd echter verstoord door auto's in de aankomstzone, waarop de organisatie besloot de winst aan beide renners toe te kennen.
Aan het eind van 2016, waarin Dlamini reed voor Dimension Data for Qhubeka, werd hij onder meer negentiende in de Coppa Bernocchi en negende in de Piccolo Ronde van Lombardije. Nadat hij in mei 2017 het bergklassement van de Ronde van Italië voor beloften had gewonnen mocht Dlamini vanaf eind juli stage lopen bij Team Dimension Data. Tijdens die stageperiode nam hij onder meer deel aan de Ronde van Burgos en werd hij, namens zijn eigen team, achttiende in het eindklassement van de Olympia's Tour.
In 2018 werd Dlamini prof bij Team Dimension Data. Zijn debuut maakte hij in de Tour Down Under, waar hij in de eerste etappe ten aanval trok en genoeg punten verzamelde om de eerste leider in het bergklassement te worden. In de overige vijf etappes verzamelde hij genoeg punten om leider te blijven en Thomas De Gendt op te volgen als winnaar van het klassement.
De tour van 2021 moest hij verlaten na de 9de etappe. Hij oogstte heel veel lof omdat hij bleef doorrijden na een valpartij en meer dan een uur na de tijdslimiet aankwam, maar weigerde om op te geven. Halverwege 2022 rondde hij zijn carrière af.

## Palmares

### Overwinningen
2013
 Afrikaans kampioen ploegentijdrijden, Junioren (met Jandrich Kotze, Ivan Venter en Morne Van Niekerk)
2015
Mayday Classic (gedeeld met Hendrik Kruger)
2017
Bergklassement Ronde van Italië, Beloften
2018
Bergklassement Tour Down Under

## Resultaten in voornaamste wedstrijden
| Jaar | Ronde van Italië | Ronde van Frankrijk | Ronde van Spanje |
| ---- | ---------------- | ------------------- | ---------------- |
| 2017 |                  |                     |                  |
| 2018 |                  |                     |                  |
| 2019 |                  |                     | 107e             |
| 2020 |                  |                     | opgave           |
| 2021 |                  | buiten tijd         |                  |

| Jaar | Waalse Pijl | Parijs-Tours |  | WK op de weg |
| ---- | ----------- | ------------ |  | ------------ |
| 2017 |             | 91e          |  |              |
| 2018 | opgave      |              |  | opgave       |
| 2019 |             |              |  | opgave       |
| 2020 |             |              |  | opgave       |
| 2021 |             |              |  |              |

### Resultaten in kleinere rondes
| Jaar | Tour Down Under |
| ---- | --------------- |
| 2018 | 99e             |

## Ploegen
- 2016 –  Dimension Data for Qhubeka
- 2017 –  Dimension Data for Qhubeka
- 2017 –  Team Dimension Data (stagiair vanaf 28-7)
- 2018 –  Team Dimension Data
- 2019 –  Team Dimension Data
- 2020 –  NTT Pro Cycling
- 2021 –  Team Qhubeka-ASSOS
- 2022 –  Team Qhubeka

de Bod · Dlamini · Eyob · Gebreigzabhier · Gibbons · Girdlestone · Julius · Navarra · Ndayisenga · Salie · Uwizeyimana
Areruya · Atsbha · de Bod · Chokri · Dlamini · Eyob · Gebreigzabhier · Main · Mugisha · Navarra · Visser · Weldu · van Niekerk (stagiair)
Antón · Berhane · Boasson Hagen · Cavendish · Cummings · Debesay · Dougall · Eisel · Farrar · Fraile · Gibbons · Haas · J. Janse van Rensburg · R. Janse van Rensburg · King · Kudus · Morton · Niyonshuti · O'Connor · Pauwels · Reguigui · Renshaw · Sbaragli · Teklehaimanot · Thomson · Thwaites · Venter · van Zyl · Dlamini (stagiair) · Eyob (stagiair) · Gebreigzabhier (stagiair)
Antón · Berhane · Boasson Hagen · Cavendish · Cummings · Davies · Debesay · Dlamini · Dougall · Eisel · Gebreigzabhier · Gibbons · J. Janse van Rensburg · R. Janse van Rensburg · King · Kudus · Meintjes · Morton · O'Connor · Pauwels · Renshaw · Slagter · Thomson · Thwaites · Venter · Vermote · van Zyl
Bak · Boasson Hagen · Cavendish · Cummings · Davies · de Bod · Dlamini · Eisel · Gasparotto · Gebreigzabhier · Gibbons · J. Janse van Rensburg · R. Janse van Rensburg · King · Kreuziger · Mäder · Meintjes · Nizzolo · O'Connor · Renshaw · Slagter · Thomson · Tiller · Valgren · Venter · Vermote · Wyss
Barbero · Battistella · Boasson Hagen · Campenaerts · Carbel · De Bod · Dlamini · Dyball · Gasparotto · Gebreigzabhier · Gibbons · Gogl · Iribe · Janse van Rensburg · King · Kreuziger · Mäder · Meintjes · Nizzolo  · O'Connor · Pozzovivo · Sobrero · Stokbro · Sunderland · Thomson · Tiller · Valgren · Walscheid · Wyss
Armée · Aru · Barbero · Bennett · Brown · Campenaerts · Claeys · Clarke · Dlamini · Frankiny · Gogl · Hansen · Henao · Janse van Rensburg · Lindeman · Nizzolo  · Pelucchi · Power · Pozzovivo · Schmid · Stokbro · Sunderland · Tanfield · Vacek · Vinjebo · Walscheid · Wiśniowski